# The Blade
The Blade (bis 2. Januar 1960 Toledo Blade) ist eine amerikanische Tageszeitung aus Toledo.
Sie wurde zum ersten Mal am 19. Dezember 1835 veröffentlicht. Anfangs wurde sie nur samstags gedruckt, seit Mai 1846 drei Mal in der Woche und seit 1848 erscheint sie täglich. Die Zeitung ist Teil des Medienkonzerns Block Communications. 1997 wurde mit ToledoBlade.com die Website der Zeitung gestartet. Die Zeitung gilt als liberal.
2004 erhielt Toledo Blade den Pulitzer-Preis mit einer Serie über die Kriegsverbrechen der Tiger Force während des Vietnamkriegs.